# Greg LeMond

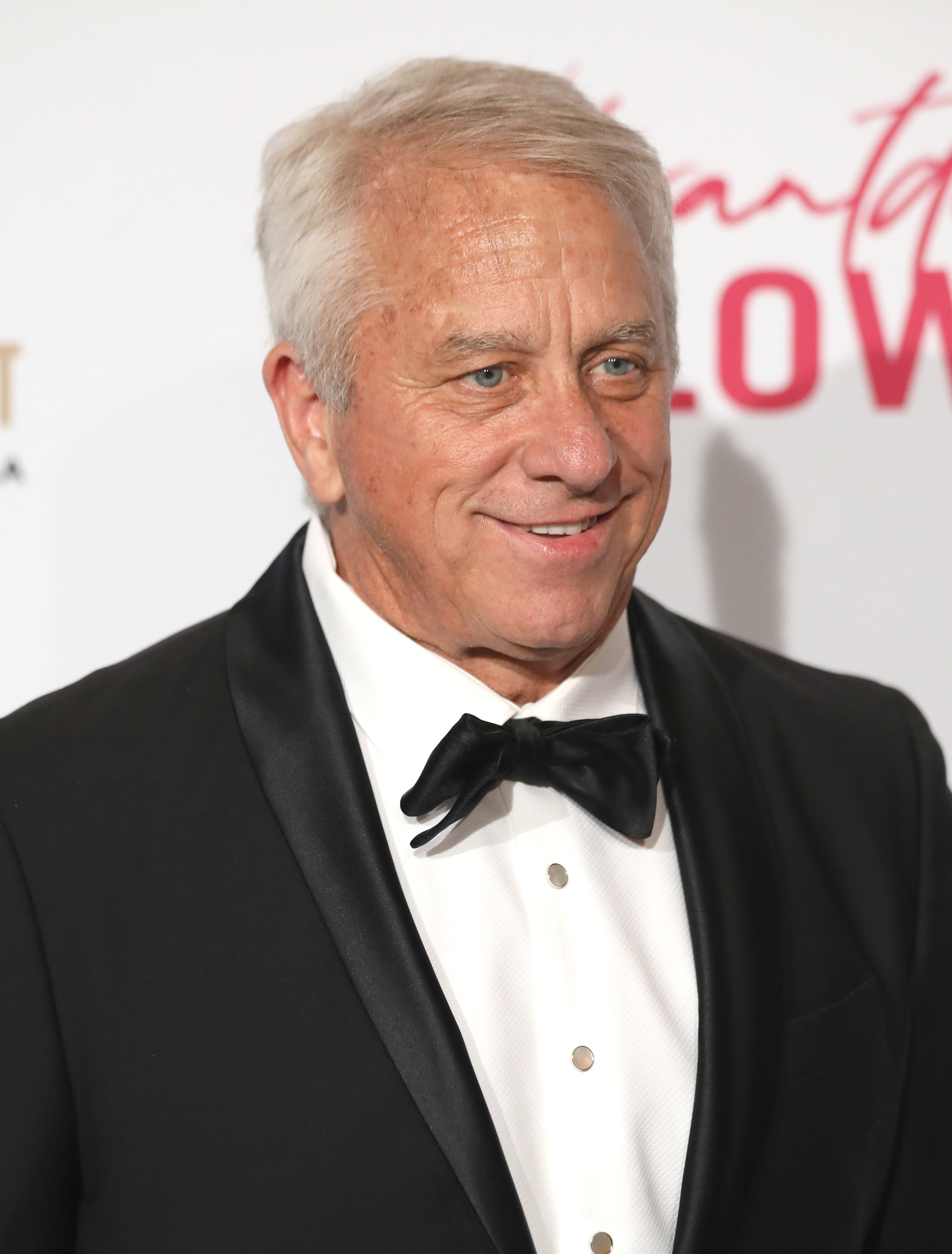
Greg LeMond (2024)

Gregory James LeMond (* 26. Juni 1961 in Lakewood, Kalifornien) ist ein ehemaliger US-amerikanischer Radrennfahrer. Er gewann 1986 als erster Nichteuropäer die Tour de France. Nachdem er sich von einem schweren Jagdunfall erholt hatte, gewann er die Rundfahrt zwei weitere Male 1989 und 1990.

## Karriere
LeMonds erster bedeutender sportlicher Erfolg auf internationaler Ebene war der Gewinn des Titels im Straßenrennen bei den Straßenradsport-Weltmeisterschaften der Junioren 1979. LeMond begann seine Profikarriere 1982. Nach dem Willen seines damaligen Sportlichen Leiters, Cyrille Guimard, hätte er bereits 1983 bei der Tour starten sollen. Lemond kam dies aber zu früh und er hatte sich einen Passus in seinen Vertrag schreiben lassen, nach dem ihm nach der Tour de Suisse eine vierwöchige Pause zustand.

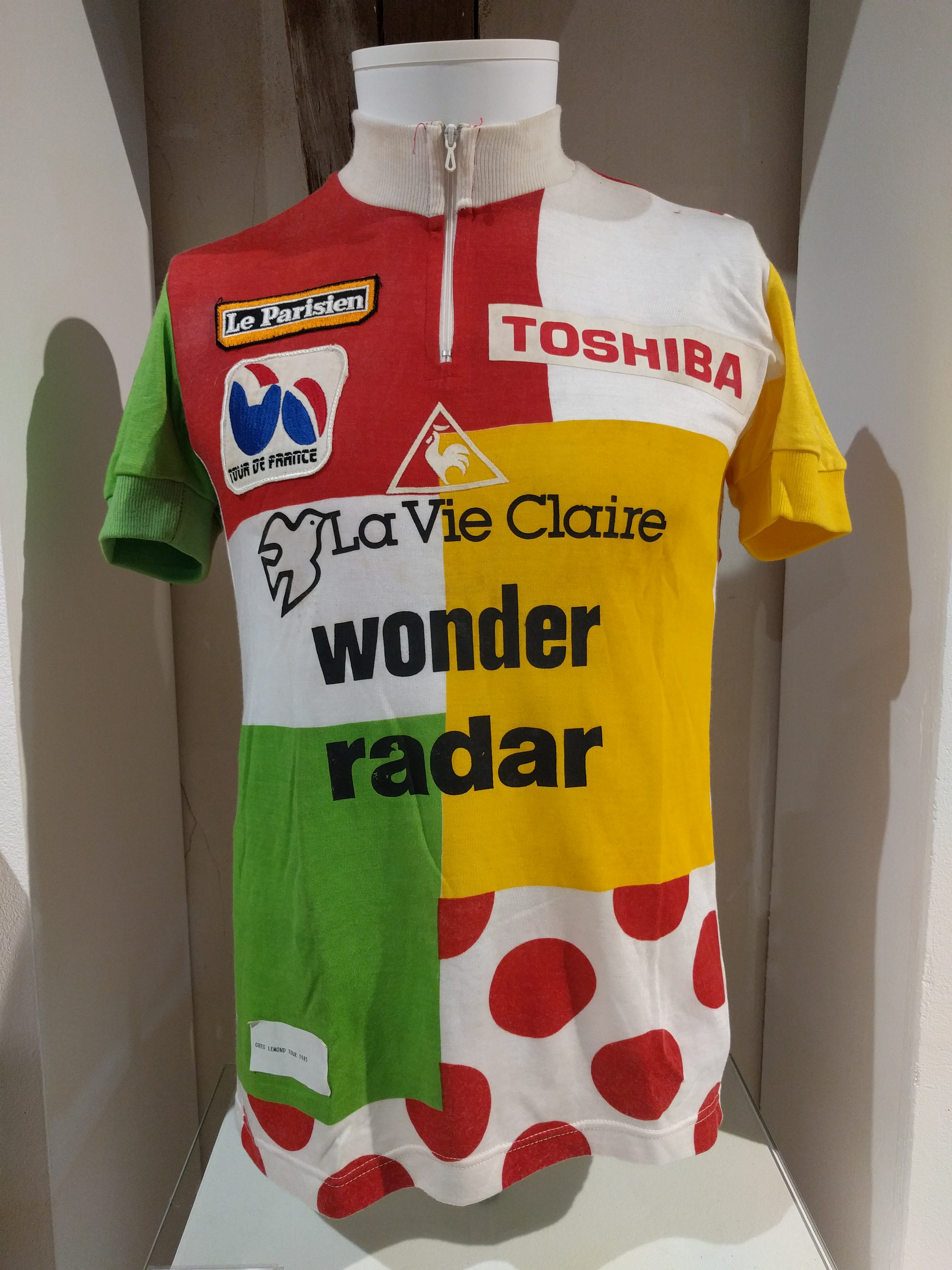
Kombinat Maillot von LeMond, Tour de France 1985

Nachdem er 1983 überraschend die Straßen-Radweltmeisterschaft in der Schweiz gewonnen hatte, hätte er nach Meinung vieler Experten bereits die Tour de France 1985 gewinnen können. Die Leitung seines Teams La Vie Claire entschied aber, dass LeMond seine eigenen Ambitionen weiter hinter denen seines Teamkapitäns Bernard Hinault zurückstellen müsse. Hinault gewann schließlich zum fünften Mal, LeMond wurde Zweiter. Bei der Tour de France 1986 tauschten die beiden Fahrer die Platzierungen. LeMond gewann als erster Amerikaner die Tour, wobei er von Hinault nur vorgeblich unterstützt wurde, um sich für das Vorjahr zu bedanken; tatsächlich hatte Hinault mehrfach angegriffen, um den sechsten Toursieg zu erringen.
Am 20. April 1987 wurde Greg LeMond bei einem Jagdunfall von seinem Schwager lebensgefährlich verletzt. Dutzende von Schrotkugeln verblieben nach der Operation in seinem Körper. Drei Kugeln befinden sich im Herz, fünf sollen sich in der Leber befinden und eine schleichende Bleivergiftung bewirken. Trotzdem kehrte er zwei Jahre später zurück und konnte die Tour de France 1989 und 1990 zwei weitere Male gewinnen.
LeMonds Sieg bei der Tour de France 1989 war der knappste in der Geschichte der Tour: Er beendete das Rennen mit acht Sekunden Vorsprung auf seinen französischen Konkurrenten Laurent Fignon. LeMond übernahm das Gelbe Trikot auf der 5. Etappe, Fignon nahm es ihm auf der 10. Etappe ab. Nach der 15. Etappe war für zwei Tage wieder LeMond vorne, ehe Fignon die Gesamtführung auf der 17. Etappe zurückeroberte. Der Abstand betrug zu keinem Zeitpunkt des Rennens mehr als eine Minute. Vor der letzten Etappe, einem Einzelzeitfahren mit Ziel auf der Pariser Avenue des Champs-Élysées, führte Fignon mit 50 Sekunden Vorsprung. LeMond gewann schließlich mit 58 Sekunden Vorsprung vor Fignon das Zeitfahren und lag daher im Gesamtklassement wieder vorn. LeMond benutzte bei dem Zeitfahren der Tour de France 1989 als erster Fahrer einen Triathlonlenker, der ihm half, eine strömungsgünstigere Position auf dem Rad einzunehmen. Ferner benutzte er einen Tropfenhelm. Beide Gegenstände, die er zuvor im Windkanal getestet hatte, galten als für den Sieg maßgeblich.
1989 gewann LeMond auch seine zweite Straßenrad-Weltmeisterschaft und wurde von der Zeitschrift Sports Illustrated zum Sportler des Jahres gewählt.

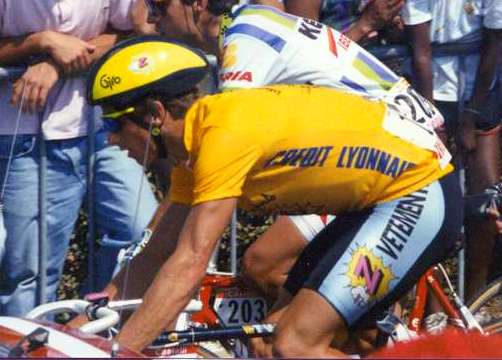
LeMond am Start der letzten Etappe der Tour de France 1990 in Bretigny-sur-Orge

LeMond gewann die Tour de France 1990 ohne einen einzigen Etappensieg. Im selben Jahr wurde er von der französischen Sportzeitung L’Équipe zum Weltsportler des Jahres gewählt. 1994 trat er vom Radsport zurück, nachdem er von seiner Teamleitung zu einer Zusammenarbeit mit dem italienischen Arzt Michele Ferrari gedrängt worden war. Nach einem Treffen mit Ferrari (in der Branche als „Dottore EPO“ bezeichnet) lehnte LeMond eine Zusammenarbeit ab.
Im Zuge der Ermittlungen gegen Floyd Landis wurde 2007 bekannt, dass LeMond als Kind Opfer sexuellen Missbrauches wurde. LeMond hatte Landis im August 2006 am Telefon vertraulich von seiner Erfahrung erzählt. Landis hatte LeMond später gedroht, die Information an die Öffentlichkeit weiterzugeben, wenn LeMond gegen ihn aussagen sollte, sich anschließend jedoch entschuldigt. LeMond hat sich nach eigenen Angaben zur Verarbeitung seines Missbrauchs-Traumas bereits einer mehrjährigen Psychotherapie unterzogen.
Bis 2008 verkaufte die amerikanische Firma Trek Rennräder mit seinem Namen. Er war für verschiedene Sender als TV-Experte bei der Tour tätig.

## Familie
LeMond ist verheiratet und hat zwei Söhne und eine Tochter.

## Auszeichnungen
- Gazzetta Sports Award 1989
- Congressional Gold Medal 2019[8]